# Karen Ferreyra
Karen Celeste Ferreyra (Buenos Aires, Argentina; 10 de noviembre de 1996) es una futbolista argentina. Juega de defensora en Gimnasia y Esgrima La Plata de la Primera A de Argentina.

## Trayectoria

### Inicios
Comenzó jugando desde muy pequeña partidos de fútbol callejero con sus hermanos y vecinos. Su primera experiencia en clubes fue en el Polideportivo Ingeniero Maschwitz, donde se practicaba fútbol femenino, disputó Juegos Bonaerenses y Juegos Evita (torneos juveniles argentinos de fútbol). En el club "Solana" tuvo su primera experiencia en fútbol 11, en partidos en la Liga Pilarense.
También tuvo paso por el club Puerto Nuevo, donde por su edad no pudo integrar el equipo, tiempo después, a sus 14 años (edad mínima para ingresar) tampoco tuvo oportunidad de jugar.

### Exursionistas
Su primera experiencia en torneos oficiales de AFA fue con Excursionistas a partir del año 2017. En Excursio logra el ascenso a la máxima categoría en mayo de ese mismo año, en junio su equipo disputa la final por el campeonato ante Deportivo Morón, el cual pierde por 4-3 en penales luego de un 0-0 en el juego.

### Argentinos Juniors
Fue parte de Las Bichas desde mediados de 2018 hasta el final de 2020. En 2020 el club le otorgó el premio a "Mejor defensora" de la temporada 2019.

### El Porvenir
A inicios del año 2021 ficha por El Porve, donde se convierte en capitana del equipo.

### Gimnasia y Esgrima LP
El 14 de enero de 2022, el conjunto platense hace oficial a Ferreyra como refuerzo de Las Lobas. Debutó el 28 de febrero de 2022 en la goleada 4-1 de su equipo sobre Estudiantes de Buenos Aires, en calidad de local en Estancia Chica. El 16 de enero de 2023 renueva su contrato.

## Estadísticas

### Clubes
| Club                        | País      | Año             |
| --------------------------- | --------- | --------------- |
| Excursionistas              | Argentina | 2017 - 2018     |
| Argentinos Juniors          | Argentina | 2018 - 2021     |
| El Porvenir                 | Argentina | 2021 - 2022     |
| Gimnasia y Esgrima La Plata | Argentina | 2022 - presente |